# Olympische Winterspiele 1972/Nordische Kombination
Bei den XI. Olympischen Winterspielen 1972 in Sapporo fand ein Wettbewerb in der Nordischen Kombination statt. Austragungsorte war die Miyanomori-Schanze und der Makomanai-Park.

## Austragungsmodus
In den Anfangsjahrzehnten wurde die Nordische Kombination in nur einer Variante ausgetragen. Wie inzwischen seit vielen Jahren wurde zunächst das Skispringen und als zweite Disziplin der Langlauf über 15 Kilometer ausgetragen, in dem alleine die Nordischen Kombinierer starteten. Der Sprunglauf bestand aus drei Versuchen, von denen die besten zwei Sprünge in die Wertung kamen. Beim Lauf gingen die Teilnehmer nach wie vor mit jeweils halbminütigem Abstand ins Rennen, sodass der Gesamtstand bis zum Ende nicht besonders transparent war und auch nach Abschluss des Wettbewerbs erst noch gerechnet werden musste, bis das Endergebnis feststand.
Bis zur Einführung der Gundersen-Methode, in der die Teilnehmer mit ihren Abständen aus dem Springen das Rennen aufnahmen und die Reihenfolge am Ende auch den Endstand darstellte, mussten die Sportler bei Olympischen Spielen noch bis 1988 warten.

## Bilanz

### Medaillenspiegel
| Platz  | Land     | Gold | Silber | Bronze | Gesamt |
| ------ | -------- | ---- | ------ | ------ | ------ |
| 1      | DDR      | 1    | –      | 1      | 2      |
| 2      | Finnland | –    | 1      | –      | 1      |
| Gesamt | Gesamt   | 1    | 1      | 1      | 3      |

### Medaillengewinner
| Disziplin | Gold                 | Silber                | Bronze                |
| --------- | -------------------- | --------------------- | --------------------- |
| Einzel    | Ulrich Wehling (GDR) | Rauno Miettinen (FIN) | Karl-Heinz Luck (GDR) |

## Ergebnisse
| Rang | Land | Athlet           | Springen    | Langlauf   | Langlauf     | Gesamt |
| Rang | Land | Athlet           | Pkte. (Pl.) | Zeit [min] | Pkte. (Pl.)  | Punkte |
| ---- | ---- | ---------------- | ----------- | ---------- | ------------ | ------ |
| 01   | GDR  | Ulrich Wehling   | 200,9 0(4)  | 49:15.3    | 212,44 00(3) | 413,34 |
| 02   | FIN  | Rauno Miettinen  | 210,0 0(2)  | 51:08.2    | 195,51 0(15) | 405,51 |
| 03   | GDR  | Karl-Heinz Luck  | 178,8 (17)  | 48:24.9    | 220,00 00(1) | 398,80 |
| 04   | FIN  | Erkki Kilpinen   | 185,0 0(9)  | 49:52.6    | 206,85 00(4) | 391,85 |
| 05   | JPN  | Yūji Katsuro     | 195,1 0(6)  | 51:10.9    | 195,10 0(18) | 390,20 |
| 06   | TCH  | Tomáš Kučera     | 191,8 0(7)  | 51:04.0    | 196,14 0(14) | 387,94 |
| 07   | URS  | Alexander Nossow | 201,3 0(3)  | 52:08.7    | 186,43 0(27) | 387,73 |
| 08   | NOR  | Kåre Olav Berg   | 180,4 (16)  | 50:08.9    | 204,40 00(7) | 384,80 |
| 09   | GDR  | Günter Deckert   | 183,4 (12)  | 50:41.1    | 199,57 0(10) | 382,97 |
| 10   | FRG  | Ralph Pöhland    | 174,8 (22)  | 49:55.6    | 206,40 00(5) | 381,20 |
|      |      |                  |             |            |              |        |
| 18   | GDR  | Hans Hartleb     | 183,9 (11)  | 52:14.2    | 185,61 0(28) | 369,51 |
| 20   | FRG  | Urban Hettich    | 152,1 (32)  | 49:00.4    | 214,68 00(2) | 366,78 |
| 25   | FRG  | Alfred Winkler   | 175,6 (20)  | 52:41.5    | 181,51 0(32) | 357,11 |
| 33   | FRG  | Franz Keller     | 154,0 (30)  | 52:32.5    | 182,86 0(31) | 336,86 |
| 37   | AUT  | Ulli Öhlböck     | 150,9 (33)  | 53:59.5    | 169,81 (=35) | 320,71 |

Skispringen: 4. Februar 1972, 10:00 Uhr, Miyanomori-Schanze, K-Punkt: 70 m
Langlauf, 15 km: 5. Februar 1972, 09:00 Uhr
Höhenunterschied: 127 m; Maximalanstieg: 92 m; Totalanstieg: 423 m
40 Teilnehmer aus 14 Ländern, 39 in der Wertung

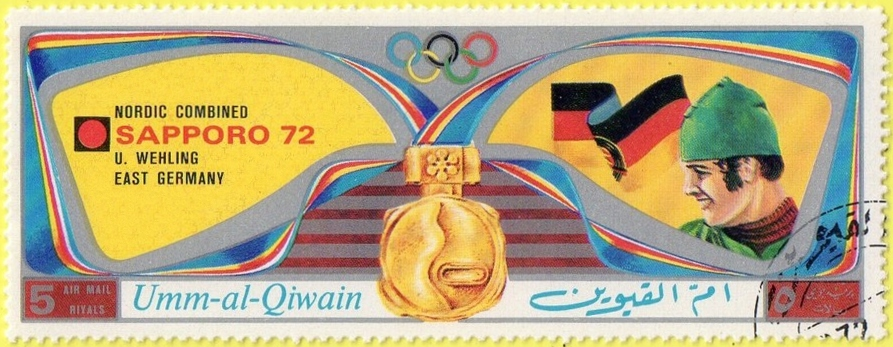
Briefmarke der Vereinigten Arabischen Emirate zum Olympiasieg von Ulrich Wehling

Zwei erfolgreiche Athleten der letzten Jahre, der Olympiasieger von 1968 Franz Keller und der amtierende Weltmeister Ladislav Rygl zeigten sich im Skispringen in schlechter Verfassung und lagen zu weit zurück, um in den Medaillenkampf einzugreifen.
Herausragend im Springen war der neunzehnjährige Japaner Hideki Nakano mit dem jeweils besten Sprung in allen drei Durchgängen. Seine Fähigkeiten als Langläufer waren jedoch eher bescheiden, er wurde Laufletzter und belegte in der Endwertung den dreizehnten Platz. Die große Überraschung des Wettbewerbs war ein weiterer Neunzehnjähriger, der Ostdeutsche Ulrich Wehling, der im Springen den vierten Platz belegte. Um Gold zu gewinnen, musste er seinem ärgsten Gegner, dem 22-jährigen Finnen Rauno Miettinen, im Langlauf etwa eine Minute abnehmen.
Der junge Wehling erzielte die drittschnellste Laufzeit des Tages und lag fast zwei Minuten vor Miettinen. Wehlings Teamkollege Karl-Heinz Luck war schnellster Langläufer und verbesserte sich von Platz siebzehn im Springen bis auf Rang drei im Endklassement. So gewann er hinter Rauno Miettinen die Bronzemedaille. Die zweitschnellste Laufzeit erzielte der Bundesdeutsche Urban Hettich, was allerdings wegen seines 32. Platzes aus dem Springen nur zu Rang zwanzig in der Gesamtwertung reichte.
Für Wehling war dies der Beginn einer einzigartigen Karriere in der Nordischen Kombination. Er konnte bei drei Olympischen Spielen in Folge diesen Wettbewerb gewinnen, was keinem anderen Sportler vorher oder bisher nachher gelang. Er und Miettinen wurden für den Rest des Jahrzehnts zu den dominierenden Figuren in der Nordischen Kombination. Miettinen gehört zu den wenigen Athleten, die beim prestigeträchtigen Holmenkollen fünf Siege erringen konnten.